# 올렉산드르 진첸코
올렉산드르 볼로디미로비치 진첸코(우크라이나어: Олександр Володимирович Зінченко, Oleksandr Volodymyrovych Zinchenko, 1996년 12월 15일 ~ )는 우크라이나의 축구 선수로 현재 잉글랜드 프리미어리그의 아스널 FC에서 미드필더 겸 수비수로 활약하고 있다.

## 선수 경력

### 클럽
샤흐타르 도네츠크 유소년팀 출신으로 2015년 러시아 프리미어리그의 FC 우파 입단을 통해 프로에 입문하여 3월 20일 FC 크라스노다르를 상대로 프로 데뷔전을 치른 이후 2015-16 시즌까지 33경기 2골을 기록하며 2015-16년 러시아 컵 8강 진출의 성과를 거두었다.
그리고 2015-16 시즌을 마친 뒤 2016년 7월 4일 한화 약 26억원에 잉글랜드 프리미어리그의 맨체스터 시티로 이적 후 리그 4회 우승, 2018-19년 잉글랜드 FA컵 우승, EFL컵 4연패, 2019년 FA 커뮤니티 실드 우승, 프리미어리그 2019-20 준우승, 2020-21년 UEFA 챔피언스리그 준우승, 2021-22년 잉글랜드 FA컵 4강, 2021-22년 UEFA 챔피언스리그 4강에 공헌하는 등 2021-22 시즌까지 맨시티의 주축 선수로 맹활약했고 2016-17 시즌에는 네덜란드 에레디비시의 PSV 에인트호번의 임대 선수로 공식전 17경기를 소화하며 팀의 리그 3위의 성적에 일조했다.

### 국가대표팀
2015년 10월 12일 UEFA 유로 2012 챔피언 스페인과의 UEFA 유로 2016 예선 C조 최종전에서 국제 A매치 데뷔전을 치렀고 이듬해인 2016년 5월 29일 루마니아와의 평가전에서 A매치 데뷔골을 신고한 뒤 UEFA 유로 2016을 통해 생애 첫 메이저 대회 본선에 참가했으나 팀은 3전 전패·C조 최하위로 조별리그 탈락의 고배를 마셨다.
이후 체코와의 2018-19년 UEFA 네이션스리그 B 1조 1차전에서 결승골을 터뜨리며 팀 승리를 이끌었고 그 뒤 UEFA 유로 2020 본선 엔트리에 합류하여 16강전에서 스웨덴을 상대로 선제골을 터뜨렸고 연장 후반 15분경 아르템 도브니크의 결승골을 어시스트하며 2006년 FIFA 월드컵 이후 15년만의 메이저 대회 8강 진출이자 유로 대회 사상 첫 8강 진출의 대업에 결정적인 역할을 수행했다.
그리고 러시아의 우크라이나 침공 여파로 2022년 6월에야 열린 2022년 FIFA 월드컵 유럽 지역 예선 플레이오프에도 출전하여 1라운드에서 스코틀랜드를 꺾었지만 2라운드에서 개러스 베일이 버틴 웨일스의 벽을 넘지 못하면서 16년만의 월드컵 본선 문턱에서 아쉽게 고배를 마셨다.

## 국가대표 경력
- 2016 UEFA 유로
- 2020 UEFA 유로
- 2024 UEFA 유로

## 수상

### 클럽

#### 맨체스터 시티
- 잉글랜드 프리미어리그 : 우승 (2017-18, 2018-19, 2020-21, 2021-22)
- FA컵 : 우승 (2018-19), 4강 (2021-22)
- EFL컵 : 우승 (2017-18, 2018-19, 2019-20, 2020-21)
- FA 커뮤니티 실드 : 우승 (2019)

### 개인
- 우크라이나 올해의 선수 : 2019
- United24 앰버서더